# エフレム・ジンバリスト・ジュニア
エフレム・ジンバリスト・ジュニア（Efrem Zimbalist, Jr.、1918年11月30日 - 2014年5月2日）は、アメリカ合衆国の俳優・声優。

## 経歴
ニューヨーク生まれ。父エフレム・ジンバリストは有名なヴァイオリニスト。母アルマ・グルックはオペラ歌手という家庭に育った。イェール大学出身。ネイバーフッド・プレイハウスで演技を学び、アメリカン・レパートリー劇団で『ヘンリー5世』『ヘッダ・ガブラー』などの舞台に立った。1957年に映画会社ワーナー・ブラザースと専属契約を結び、翌1958年から1964年までTV映画『サンセット77』シリーズで主役の私立探偵スチュアート・ベイリーを演じ、1965年から1974年まで『FBIアメリカ連邦警察』シリーズで同じく主役の捜査官ルイス・アースキンを演じた。
その間には、同じワーナーのTVシリーズ『マーベリック』『シュガーフット』『ブロンコ』『ハワイアン・アイ』、その他にも『ローハイド』『ヒッチコック劇場』にもゲスト出演して、その後も『Hotel』『Zorro』に出演し、晩年には『Batman』『Spiderman』『Superman』などのTVシリーズで声優として2008年までテレビで長く活躍した。
娘のステファニー・ジンバリストも女優で、彼女が主演したTVシリーズ『探偵レミントン・スティール』（1982年 - 1987年）で、父親の彼がゲスト出演したこともある。
映画でもオードリー・ヘプバーン主演の『暗くなるまで待って』で夫を演じ、『エアポート'75』では機長を演じている。2014年5月2日に95歳で死去。

## 出演作品
- ザ・バットマン・スーパーマン・ムービー ～ ヒーロー頂上対決 ～(1998)TVアニメ※声の出演
- バットマン（1992）TVアニメ※声の出演
- ホット・ショット(1991)
- フィービー・ケイツのトライアングル・ラブ(1983)TVムービー
- 絆/死を見つめて(1979)TVムービー
- 戦慄の毒蜂軍団(1978)TVムービー
- エアポート'75（1974）
- 暗くなるまで待って（1967）
- FBIの敵No.1(1967)
- FBIアメリカ連邦警察(1965～1974)TV映画※9シーズン241話出演
- メキシコで死ね(1965)
- チャップマン報告(1962)
- 愛するゆえに(1961)※日本未公開
- 翼の男(1960)
- サンセット77(1958～1965)TV映画※7シーズン150話出演
- 黄昏に帰れ(1959)
- マーベリック(1957)TV映画※1シーズンのみ
- B52爆撃隊(1957)
- 南部の反逆者(1957)
- 他人の家(1949)